# Perret
Perret is een plaats en voormalige gemeente in het Franse departement Côtes-d'Armor (regio Bretagne) en telt 190 inwoners (1999). De plaats maakt deel uit van het arrondissement Guingamp.

## Geschiedenis
Perret is op 1 januari 2017 gefuseerd met de gemeenten Laniscat en Saint-Gelven tot de gemeente Bon Repos sur Blavet. 

## Geografie
De oppervlakte van Perret bedraagt 12,2 km², de bevolkingsdichtheid is 15,6 inwoners per km².
De onderstaande kaart toont de ligging van Perret met de belangrijkste infrastructuur en aangrenzende gemeenten.

## Demografie
Onderstaande figuur toont het verloop van het inwonertal.